# کلایرو
کلایرو (به انگلیسی: Clyro) یک منطقهٔ مسکونی در بریتانیا است که در پویس واقع شده‌است. کلایرو ۷۸۱ نفر جمعیت دارد.